# Wild America
Wild America (dt. Wildes Amerika) ist ein US-amerikanischer Abenteuerfilm aus dem Jahr 1997, der auf der wahren Geschichte des Dokumentarfilmers Marty Stouffer basiert.

## Handlung
Im Jahr 1967 leben im US-Bundesstaat Arkansas die drei Brüder Marty, Mark und Marshall. Sie sind begeisterte Hobbyfilmer, mit ihren kurzweiligen Amateurwerken unterhalten sie die Bewohner ihres überschaubaren Dorfes.
Als die Brüder hören, dass es eine geheimnisvolle Höhle geben soll, in welcher sich hunderte von Bären zurückziehen, steht ihr Entschluss fest. Sie wollen diesen Ort ausfindig machen und ihre abenteuerliche Reise in einem Film dokumentieren.
Auf der Suche nach der Höhle stoßen die Stouffers u. a. auf einen Alligator und ein Bigfoot ähnliches Wesen. Oft kommen sie nur äußerst knapp mit dem Leben davon, bis sie letztendlich die gesuchte Bärenhöhle finden. Dank ihres jüngsten Bruders, welcher anfänglich als blinder Passagier mitgereist war, gelingt es den Stouffers, eindrucksvolle Aufnahmen, der in der Höhle lebenden Bären, mit in ihre Heimatstadt zu bringen.

## Rezeption
Der Filmdienst wertete den Film als „familiennahe Unterhaltung“ und lobte die geschickte Verknüpfung der Handlungsstränge. Weiterhin wurde mit „freundlicher Ironie“ der Bruderzwist der drei Hauptdarsteller geschildert.
Die Zeitschrift Cinema resümierte „ein Loblied auf die Grzimeks der USA.“

## Hintergrund
- Der Film spielte nach seinem Kinostart am 4. Juli 1997 in den USA geschätzte 7,3 Mio. US-Dollar ein.[3]

- Die drei echten Stouffer-Brüder haben in dem Film einen kurzen Cameo-Auftritt.

- Der Regisseur William Dear gewann für seinen Film 1998 einen Publikumspreis bei dem Kristiansand International Children’s Film Festival.